# Regina Reim

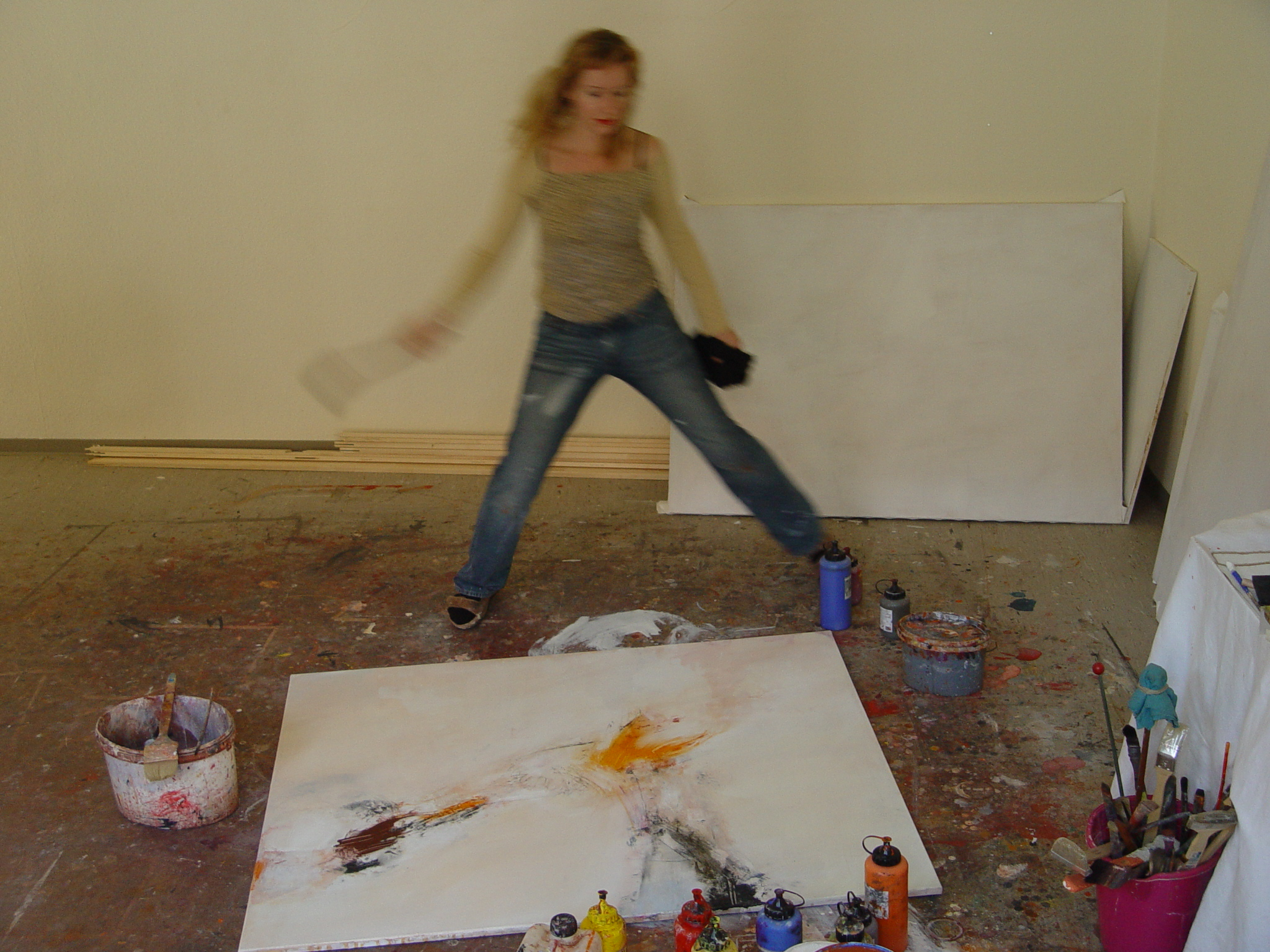
Regina Reim beim Malen (2010)

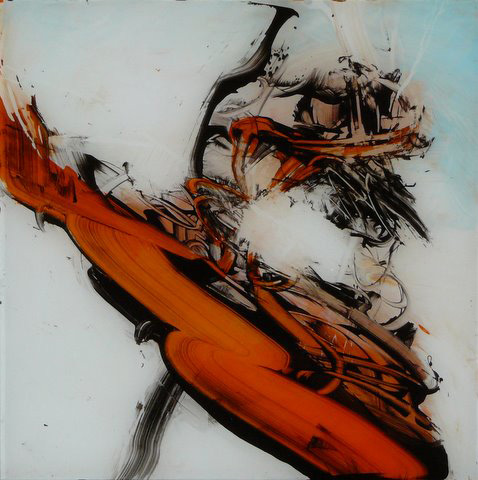
Regina Reim, Ohne Titel, Hinterglasmalerei

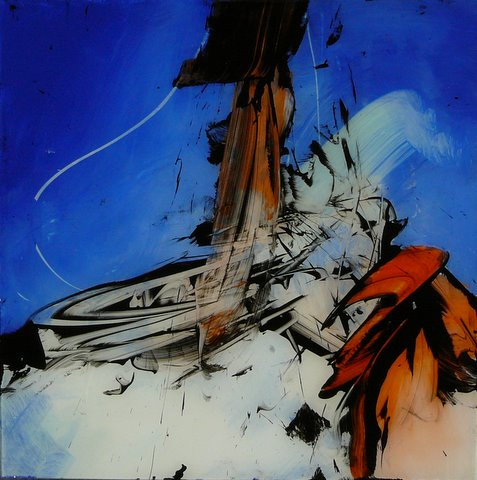
Regina Reim, Ohne Titel, Hinterglasmalerei

Regina Reim (* 1965 in Dahn) ist eine deutsche Malerin und Tiefdruckerin, die die Abstrakte Malerei als künstlerischen Weg gewählt hat. Regina Reim lebt seit 2001 in Speyer.
In den Jahren 1999 bis 2004 widmete sie sich mit einer Speyerer Performancegruppe auch der Aktionskunst im öffentlichen Raum. Nachdem sie lange Zeit vornehmlich Radierungen schuf, stehen inzwischen ihre Tiefdruckarbeiten gleichgewichtig neben malerischen Arbeiten, wobei sie oft die Technik der Hinterglasmalerei verwendet.

## Leben und Werk
Regina Reim studierte 1988 bis 1992 freie Malerei an der Johannes Gutenberg-Universität Mainz. Bereits während des Studiums entschied sie sich für die Abstraktion als ihren künstlerischen Weg. 1991 wurde ihre Tochter Isabella geboren. Ihr Diplom erwarb sie 1992 bei dem Maler Klaus Jürgen-Fischer.
Nach dem Universitätsabschluss eröffnete sie 1992 ein Atelier in Neustadt an der Weinstraße. Ab 1998 integrierte sie spirituelle und religiöse Aspekte und Themen in ihre Malerei und ließ sich zunehmend von Musik inspirieren.
Regina Reim entzieht sich einer gegenständlichen Bildsprache und strebt einen „abstrakten Surrealismus“ an. Die Kunsthistorikerin Ulrike Hauser-Suida sieht in Reims Stil Anknüpfungspunkte an den Amerikanischen Expressionismus. Nachdem sie vornehmlich Farbradierungen gefertigt hat, hat sie sich verstärkt der Malerei zugewandt.
In den Jahren 1999 bis 2004 widmete sie sich auch der Kunst der Performance im öffentlichen Raum mit einer Speyerer Performancegruppe.
Reim lässt sich oft bei ihren Arbeiten durch Musik inspirieren, so bei dem 2000 entstandenen und 2001 in Hamburg und dann in der Karlskirche in Zweibrücken ausgestellten 51 Werke umfassenden Zyklus „keine bleibende Statt“ nach Johannes Brahms Werk „Ein Deutsches Requiem“. Aus dieser Arbeitsweise entstanden auch 31 Farbradierungen angeregt durch Bachs Goldberg-Variationen.
Reim lebt seit 2001 in Speyer. Dort unterhielt sie ihr Atelier zunächst in ihrer Altstadtwohnung in der Kleinen Pfaffengasse 26 und später in den ehemaligen graphischen Werkstätten des alten Gebäudes der Klambt-Druckerei in der Straße Alter Postweg, Speyer. Im Herbst 2011 bezog Regina Reim wieder ein Atelier in der Innenstadt in der Korngasse 20.
Die Kunsthistorikerin Ulrike Hauser-Suida schrieb 2006 zur Bedeutung der Musik in Regina Reims Werk: „Malerei als Ausdrucksmedium innerphysischer Prozesse hat bei Regina Reim immer mit Musik und Tanz zu tun, ist ein elementarer Vorgang, der Impulse aus der Musik in Bewegung umsetzt, Körper und Geste wirken zusammen wie beim Tanz. Bei aller Spontaneität und Geschwindigkeit des Malakts bleiben intellektuelle Steuerung und kontrollierter Zufall wichtig.“
Der Kunsthistoriker Clemens Jöckle würdigte Reims Kunst auf einer Gruppenausstellung von sechs Künstlern, die mit Radierungen arbeiten, wie folgt:
„Regina Reim aus Speyer baut in ihren unbetitelten Werken eine Spannung zwischen den informellen Prozessen und dem Formwillen auf. Die Künstlerin sucht Gegensätze zu vereinen, Dunkel und Hell, Rot und Schwarz und Protuberanzen leuchten an einigen Stellen in orange auf. Transluzide Bewegungen und opake Verdichtungen schaffen in den extremen Querformaten einen Spannungsbogen. Regina Reim sucht den Gegensatz des umgrenzt Flächigen und des strömend Gestischen aus dem subjektiv erlebten Gestaltungsakt heraus zu gestalten und den Farbenklang als direkten Gefühlsausdruck zu ihrem künstlerischen Erleben zu steigern.“
Regina Reim ist Mitglied im Berufsverband Bildender Künstler und in der Arbeitsgemeinschaft Pfälzer Künstler.

## Ehrungen
- 1993 Förderpreis der Arbeitsgemeinschaft Pfälzer Künstler (APK), Kaiserslautern
- 1993 Perron-Förderpreis, Förderpreis der Stadt Frankenthal (Pfalz)
- 1996 Preis der SIMONA AG für die Wandgestaltung des Gesellschaftshauses, Kirn
- 1998 Stipendium „Bahnwärterhäuschen“, Jockgrim
- 1999 Sonderpreis der Volksbank Speyer-Neustadt-Hockenheim
- 2002 Stipendium der Aldegrever-Gesellschaft e. V., Westfälisches Landesmuseum, Münster
- 2003 Albert-Haueisen-Preis, Landkreis Germersheim[7]

## Kunst am Bau
- 1999/2000 Wandgestaltung der Salierschule in Schifferstadt

## Ausstellungen (Auswahl)
- 1990: Zehnthaus Römerberg
- 1992: Villa Böhm, Neustadt an der Weinstraße
- 1994: Galerie Zlotos, Karlsruhe
- 1995: Galerie Rogmann, Düsseldorf
- 1997: Kelterhaus im Herrenhof, Mußbach
- 1997: Galerie Van der Vis, Kaiserslautern
- 1997: Galerie Kammerer, Graz
- 1997: Galerie Klüber, Weinheim
- 1994: Galerie Zlotos, Karlsruhe
- 1998: Galerie an der Wallstraße, Mönchengladbach
- 1998: Kornbrennereimuseum, Telgte
- 1999: Kunsthalle Cubus, Duisburg
- 1999: Landeszentrale für Private Rundfunkveranstalter, Ludwigshafen am Rhein
- 1999: Haus der Kunst, München, Gruppenausstellung: „50 Jahre große Kunstausstellung junge Kunst“
- 2000: Zehnthaus, Jockgrim mit Ulrike Israel
- 2000: PGM-Galerie, München
- 2000: Galerie Gärtner, Berlin mit Jo Bukowski
- 2001: Kreisgalerie, Dahn
- 2000/01: Große Landeskunstausstellung NRW, Düsseldorf, Gruppenausstellung
- 2001: „Die Wirklichkeit des Fragments“, Villa Streccius, Landau
- 2001: Galerie Stewner, Lübeck
- 2001: Kunsthaus am Schüberg, Ammersbek/Hamburg, Bildserie zu „Ein deutsches Requiem“ (J. Brahms)
- 2002: „Abstrakter Surrealismus“, Künstlerhaus, Speyer
- 2002: Galerie Avantgarda Breslau/Polen, Bildserie zu „Ein deutsches Requiem“ (J. Brahms)
- 2002: Kunstverein und Prot. Dekanat Zweibrücken
- 2003: Galerie an der Wallstraße, Mönchengladbach
- 2003: Galerie Altes Amt, Schönecken
- 2004: Galerie Arthea, Wiesloch
- 2004: Galerie Odermatt & Spatz, Neustadt
- 2004: Galerie Gärtner, Berlin
- 2005: Galerie Aspectus, Neustadt
- 2005: Galerie Vetter, Düren
- 2005: Schlossmanufaktur Deidesheim mit Friederike Zeit
- 2006: VER-WANDLUNGEN, Städtische Galerie Kaarst, Kaarst
- 2006: „Das Kelterhaus“, Galerie und Forum, Winningen
- 2006: Atelier Rörig, Hettenleidelheim
- 2007: „…keine bleibende Statt…“, Saalbau Neustadt, Neustadt a.d.W.
- 2008: Regina Reim – Farbradierungen, Galerie art 73, Ratingen
- 2008: „Neue Arbeiten“, Galerie an der Wallstraße, Mönchengladbach
- 2009: Kreishaus Südliche Weinstraße, Landau
- 2010: "Goldberg-Variationen und mehr – eine Entdeckungsreise, Kunstverein Speyer
- 2010: „Seelenbilder – eine künstlerische Annäherung an Pfingsten“, Ökumenisches Gemeindezentrum Frankenthal (Pfalz)
- 2010: „Farbklänge“, Malerei und Grafik, Galerie Vetter, Düren

Kunstmessen
- 1994/95/96/98: Art Multiple, Düsseldorf
- Kunstmarkt Düsseldorf
- 1996 RAI, Niederlande
- 1996/97: Art Frankfurt
- 1996/1998 Art Straßburg
- 2005 Art Karlsruhe (One-Woman-Show)
- 2006/2007/2008/2009 Art Karlsruhe

Bibliographie
- Heinzmann, Roland: Regina Reim – Malerei. Neue informelle Arbeiten im Kunsthaus Frankenthal. In: kunstraumMETROPOL 4/2016
- Heinzmann, Roland: Regina Reim:  FLOW! Informelle Collagen und Malerei auf Leinwand. In: kunstraumMETROPOL 1/2020
- Heinzmann, Roland: Regina Reim – Informelle Collagen und Malerei. In: Regina Reim – Informelle Collagen und Malerei. Leporello, 10 S. Speyer 2020.
- Heinzmann, Roland: Regina Reim – über "Cut-outs" zur informellen Plastik. In: Wieslocher Woche Nr. 24, Nussbaum Medien 2023.